# Capendu
Capendu – miejscowość i gmina we Francji, w regionie Oksytania, w departamencie Aude. Przez gminę przepływa rzeka Aude. 
Według danych na rok 1990 gminę zamieszkiwało 1291 osób, a gęstość zaludnienia wynosiła 85 osób/km² (wśród 1545 gmin Langwedocji-Roussillon Capendu plasuje się na 281. miejscu pod względem liczby ludności, natomiast pod względem powierzchni na miejscu 529.).

## Zabytki
Zabytki w miejscowości posiadające status Monument historique:
- kaplica Saint-Martin de Capendu
- zamek w Capendu